# Рапацкий, Адам
Адам Рапацкий (пол. Adam Rapacki, 24 декабря 1909, Львов,  — 10 октября 1970, Варшава) — польский политик, экономист и дипломат. Министр иностранных дел ПНР в 1956–1968. Член политбюро ЦК ПОРП в 1948–1954 и 1956–1968.

## Биография
После начала Первой мировой войны семья Рапацких переехала в Пётркув-Трыбунальски, а в 1919 году в Варшаву. В 1920–1929 учился в гимназии имени Адама Мицкевича, в 1929–1932 – в Варшавской школе экономики. С 1931 член Союза независимой социалистической молодежи (СНСМ), в котором симпатизировал «центристскому» течению организации, руководствуясь принципами австромарксизма. После окончания обучения в 1932 опубликовал свою дипломную работу «Основы кооперативного потребительского движения в Польше и возможности его развития» в «Кооперативном научном вестнике» (№№ 9 и 10, 1933 г.). В 1933–1934 годах окончил курсы армейского резерва, а затем прошёл стажировку в 36-м пехотном полку Академического легиона в Варшаве.
В 1934 году начал свою профессиональную деятельность в Кооперативном научном институте в Варшаве и продолжил свою деятельность в СНСМ, прерванную военной службой, стал членом правления варшавской окружной организации. Также принимал участие в демонстрациях и столкновениях с экстремистами из Национал-радикального лагеря. Читал лекции на партийных курсах, в профсоюзе строителей и в Обществе кооперативов. Кроме того, в 1934–1938 он опубликовал в «Кооперативном научном обозрении» ещё несколько обширных статей и исследований о кооперативах, в которых обсуждал, в частности, роль идеологии в кооперативном потребительском движении, динамику экономической деятельности рабочих потребительских кооперативов в 1927–1929 годах и в эпоху Великой депрессии, вызвавшей острый кризис в Польше. С октября 1937 по июнь 1938, получив стипендию, находился в Италии, где собирал материалы о кооперативном движении и устанавливал контакты с итальянскими кооператорами. В конце 1938 получил степень магистра экономики, а с 1 марта 1939 года начал работать в Институте экономических циклов и исследования цен в Варшаве в качестве заведующего отделом сельского хозяйства.
24 августа 1939 был мобилизован в армию и участвовал в боях с немецкими войсками в звании младшего лейтенанта и командира взвода стрелкового полка. Попал в плен 22 сентября на окраине Модлина и весь оставшийся период Второй мировой войны провёл в офицерских лагерях для военнопленных. Там вёл широкую просветительскую, художественную, публицистическую и политическую деятельность антинацистского и левого характера. Организовывал так называемые социальные кружки и писал в легальных и тайных лагерных газетах. На основе немецкой прессы готовил еженедельные обзоры событий и передавал их своим товарищам по заключению. Был председателем литературного кружка, писал театральные рецензии, читал лекции по итальянской литературе и преподавал итальянский язык, сам брал уроки русского языка. По его инициативе в 1942 был организован курс градостроительства и истории искусств уровня средней школы, в котором приняли участие около 280 человек. Был главным редактором тайного еженедельника «Задруце», читал лекции по праву и экономике и редактировал еженедельник «Семь строк в календаре».
После освобождения из лагеря 1 апреля 1945 некоторое время служил в лагере итальянских военнопленных, а в начале июля 1945 вернулся в Польшу. Сначала жил в Познани, затем в Лодзи, где начал работать в Плановой и кооперативной комиссии, а через месяц стал начальником отдела кооперативной политики в Экономическом союзе кооперативов Польши «Сполем». В декабре 1945 возглавил президиум «Сполема», который, переехав с января 1946 в Варшаву, занимался вопросами планирования и экономической политики в кооперативном потребительском движении. Благодаря усилиям Рапацкого 8 марта 1946 был подписан договор между «Сполемом» и Крестьянским союзом самопомощи, обладавшим фактической монополией на торговлю в деревне, об объединении этих хозяйств и создании сельской комиссии в составе объединения «Сполем».
В 1945–1948 состоял в Польской социалистической партии (PPS, ППС). Также занимался вопросами роли кооперативного движения в социально-экономических изменениях в Польше, что было связано с политическими концепциями, разработанными активистами ППС. 25 августа 1946 вместе с группой других социалистических активистов, вернувшихся из немецких лагерей или приехавших в Польшу с Запада, был кооптирован в Центральный Совет и Центральный исполнительный комитет ППС. В связи с подготовкой выборов в Законодательный сейм был назначен полномочным представителем партии по предвыборной агитации. На выборах 19 января 1947 был избран депутатом по государственному списку и переизбирался депутатом Законодательного Сейма и сейма ПНР первого, второго, третьего и четвертого созывов (до 1969 года). В 1947–1948 годах был членом президиума парламентского союза польских социалистов.
С 16 апреля 1947 по 15 мая 1950 – министр судоходства. В тот же день стал секретарем ЦК ППС, занимаясь экономической политикой в партийном руководстве, в декабре на очередном съезде ППС был переизбран в Центральный Совет и ЦИК. С 11 января 1948 года и до создания Польской объединённой рабочей партии был членом политического комитета ЦК ППС. Принадлежал к «центристской» группе, которая со временем перешла на более левые позиции и выбрала концепцию построения социализма провозглашенную Польской рабочей партией и участвовала в объединительной кампании этих партий. На объединительном съезде Польской объединённой рабочей партии 15–21 декабря 1948 избран в ЦК (до 16 ноября 1968) и в политбюро ЦК. Был членом политбюро до 16 марта 1954 года, когда был переведён в кандидаты в члены политбюро, а с 28 июля 1956 года по 15 ноября 1968 года снова входил в политбюро. Вместе с бывшими членам ППС, близким к внутрипартийной группировке «Пулавы», участвовал во внутрипартийной борьбе за власть в руководстве ПОРП в 1950-х годах.
С 15 мая 1950 по 27 апреля 1956 года – министр высшего образования и науки (с 15 декабря 1951 года – министр высшего образования). Был одним из соорганизаторов Первого конгресса польской науки в 1951 году, а также входил в состав правления Комитета по культурному сотрудничеству с зарубежными странами и был первым председателем Центральной квалификационной комиссии по научным кадрам, созданной в 1953 году; В том же году опубликовал брошюру под названием «Развивайте и углубляйте идеологическое наступление».
В 1956–1968 годах занимал пост министра иностранных дел.
Депутат Законодательного сейма в 1947–1952 и сейма ПНР в 1952–1969.
На 12-й сессии Генеральной Ассамблеи ООН 2 октября 1957 предложил проект создания безъядерной зоны в Центральной Европе с целью смягчения международной напряжённости, проект получил название План Рапацкого. В 1964 году предлагал созвать Совещание по безопасности и сотрудничеству в Европе. В 1966 году был номинирован на Нобелевскую премию мира.
Он отошел от политической жизни во время мартовских событий 1968 года в знак протеста против преследований людей еврейского происхождения.
Похоронен с воинскими почестями на Аллее Заслуг Воинского кладбища в Повонзках. На похоронах присутствовали представители высшего руководства ПНР, в том числе первый секретарь ЦК ПОРП Владислав Гомулка, премьер-министр Юзеф Циранкевич, маршал Сейма ПНР Чеслав Выцех.
Женат дважды: на Алиции, урожденной Стемпновской, и на Кристине, урожденной Заньской (в первом браке – Рудзской) От первого брака у него была дочь Иоанна, славист, культуролог, историк сербско-хорватской литературы. Вторая дочь (приёмная, де-факто падчерица) – Мария Вержбицкая, историк-историограф.